# Harry Arch
William Henry "Harry" Arch (29 tháng 11 năm 1894 – 1978) là một cầu thủ bóng đá người Anh thi đấu ở vị trí hậu vệ.